# Thermotronic

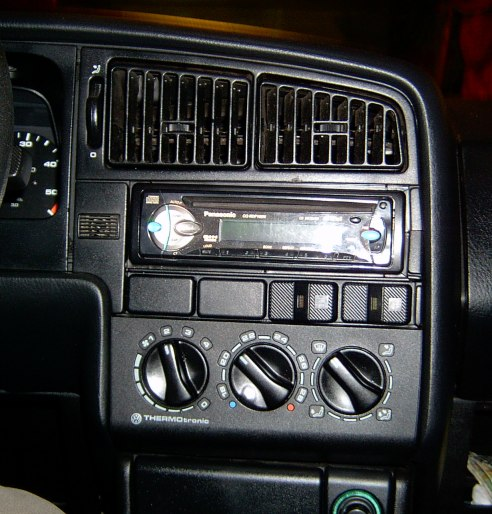
Panel sterowania thermotronic. Zwróć uwagę na wyskalowanie pokrętła temperatury w stopniach Celsjusza. Po lewej stronie radia widoczny czujnik temp. wewn.

Thermotronic – system automatycznie utrzymujący zadaną temperaturę wnętrza samochodu. Stosowany w latach 80. XX wieku w samochodach Koncernu PSA (Peugeot 405) oraz w latach 90. XX wieku grupy VAG (VW: Passat, Golf, Polo, Vento; Audi 80/90, 100/200).

## Działanie
Po nastawieniu zadanej temperatury komputer sterujący sprawdza temperaturę powietrza wewnątrz kabiny oraz na zewnątrz pojazdu i na tej podstawie reguluje klapą nawiewu ciepłego i zimnego powietrza tak, aby jak najszybciej osiągnąć we wnętrzu zadaną temperaturę, a po jej osiągnięciu utrzymać ją na stałym poziomie. Thermotronic podejmuje też decyzję czy uruchomić klimatyzację, jeśli samochód jest w nią wyposażony. Należy zaznaczyć, że nie wszystkie systemy thermotronic współpracują z klimatyzacją. W takim przypadku najniższa temperatura to temperatura powietrza na zewnątrz samochodu.